# Judith Stamm
Judith Stamm (Sciaffusa, 25 febbraio 1934 – Lucerna, 20 luglio 2022) è stata una giurista e politica svizzera del Partito Popolare Democratico, presidente del Consiglio Nazionale svizzero dal 1996 al 1997, nota per essere stata un'influente attivista per i diritti umani.

## Biografia
Judith Stamm nacque a Sciaffusa il 25 febbraio 1934, figlia di un funzionario delle ferrovie e di una casalinga. Cresciuta nel quartiere Wipkingen di Zurigo, dopo essersi diplomata al liceo femminile, studiò giurisprudenza all'Università di Zurigo laureandosi nel 1959. Nel 1967 conseguì il dottorato con la tesi: "Il bambino sessualmente danneggiato nell'indagine penale" . 

## Carriera professionale
Fino al 1960 Stamm lavorò presso il tribunale distrettuale di Uster. Avrebbe voluto diventare una cancelliera e il presidente del tribunale l'avrebbe assunta, ma come donna le mancavano i diritti politici richiesti per il posto. Invece, fece domanda e ottenne il posto di assistente alla polizia cantonale di Lucerna, dove inizialmente era l'unica donna nel corpo di polizia. Per vent'anni rimase nella polizia, si occupò delle donne e bambini vittime di crimini violenti, addestrò nuove reclute, divenne portavoce della polizia criminale (Kripo) di Lucerna e alla fine venne promossa lei stessa diventando agente. Dal 1981 lavorò come procuratore per i minorenni presso la Procura della Repubblica del Cantone di Lucerna.

## Carriera politica
La carriera politica di Stamm iniziò nel 1970, il primo anno in cui alle donne fu permesso di partecipare alle elezioni a Lucerna. All'inizio del 1971 le fu chiesto di entrare a far parte del CVP e candidarsi alle elezioni locali nello stesso anno. Accettò e fu eletta nel Gran Consiglio di Lucerna, in cui rimase fino al 1984.
Alle elezioni federali del 1983 fu eletta Consigliera Nazionale. Nel 1986 presentò un disegno di legge che chiedeva l'applicazione dell'articolo costituzionale "Parità di diritti tra uomini e donne", che portò poi nel 1988 alla fondazione dell'Ufficio federale per le pari opportunità tra donne e uomini. Nel 1986, delusa dal fatto che il suo partito non avesse presentato una candidata donna, si candidò a succedere a uno dei consiglieri federali, Alfons Egli e Kurt Furgler, ma senza successo. Nonostante il fallimento, i suoi sforzi hanno incoraggiato altre donne a candidarsi in futuro.
Nel 1989, Stamm diventò presidente della Commissione federale per le questioni femminili (EKF) dopo essere stata eletta dal Consiglio federale. Nella legislatura 1996–1997 fu presidente del Consiglio nazionale.
Dal 1998 al 2007 Judith Stamm è stata presidente del comitato organizzatore della festa nazionale sul Rütliwiese e presidente della Società svizzera di pubblica utilità (SGG). In qualità di Presidente SGG, fu coinvolta tra l'altro per un migliore apprezzamento sociale del volontariato.

Morì a Lucerna il 20 luglio 2022 all'età di 88 anni.

## Riconoscimenti
- 2002 - Distintivo d'Onore della città di Lucerna per i suoi servizi alla città.[8]
- 2011 - Dottorato honoris causa dall'Università di Basilea.

## Vita privata
Stamm era single e viveva a Lucerna. 

## Opere
- Markus Trüeb, Judith Stamm, Lessico storico della Svizzera
- Judith Stamm, Il bambino sessualmente danneggiato nell'indagine criminale, Keller, Zurigo 1967
- Judith Stamm, Il lungo cammino delle donne in politica in: Alois Hartmann, Hans Moos (a cura di): Josef Zemp - Un Consiglio federale crea l'equilibrio. La sua vita e la sua opera in dialogo con il presente, Verlag Druckerei Schüpfheim AG, Schüpfheim 2008, ISBN 978-3-907821-56-5
- Nathalie Zeindler, Coraggiosa e senza paura - Come Judith Stamm ha aperto la strada alle donne, Xanthippe Verlag, Zurigo 2008, ISBN 3-905795-05-1
- Inge Sprenger-Viol, Tre modi per entrare nel Palazzo federale - Elisabeth Blunschy, Josi J. Meier, Judith Stamm, Comenius Verlag, Lucerna 2003, ISBN 3-9522033-6-X
- Lys Wiedmer-Zingg, The Switzerland Makers - Dieci migliori politici nella Glass House, Friedrich Reinhardt Verlag, Basilea 1987, ISBN 3-7245-0606-6
- Documenti di e su Stamm, Judith nella banca dati Dodis dei documenti diplomatici svizzeri.